# Manifesto dei 101

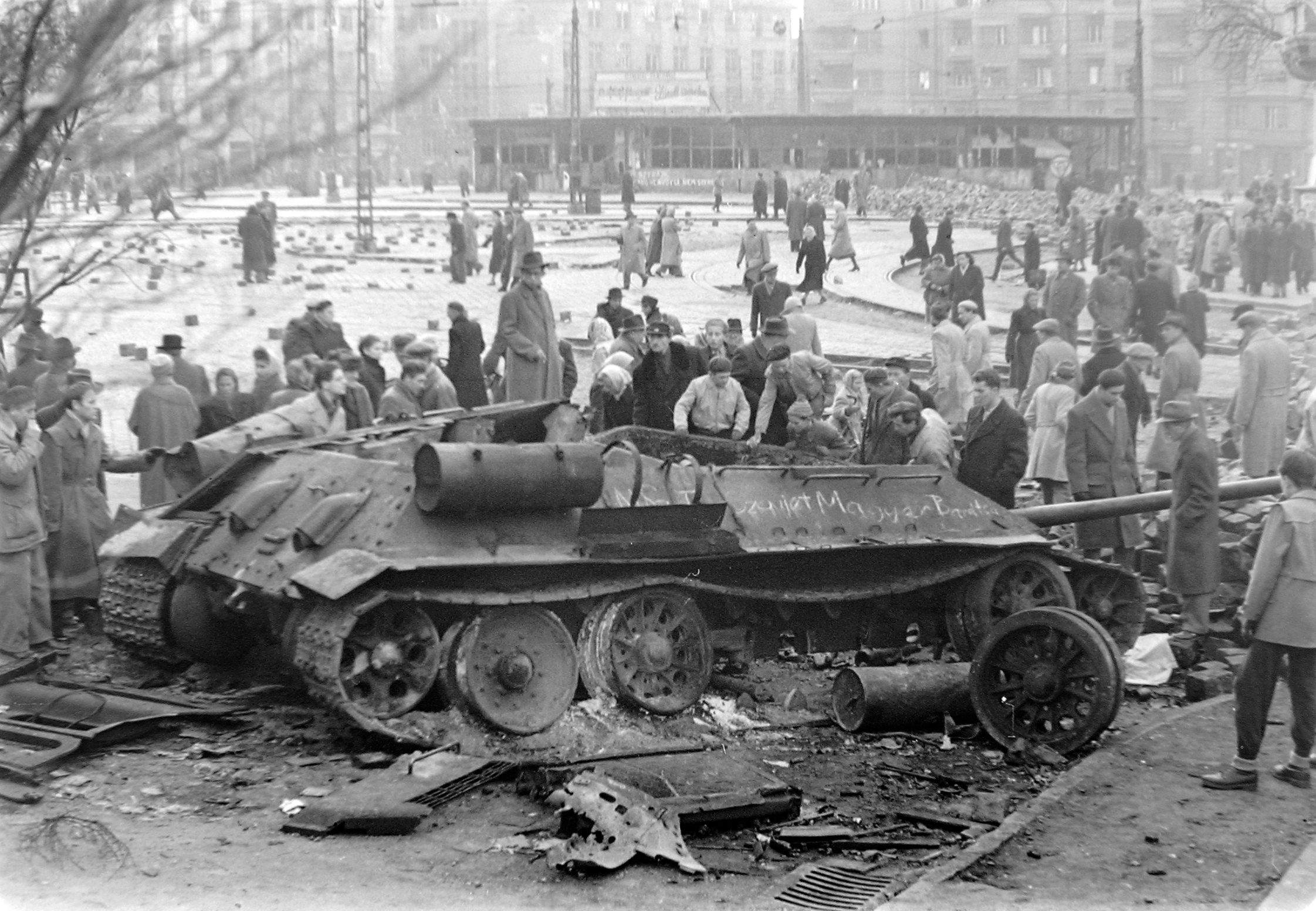
Rivoltosi ungheresi osservano un carro sovietico distrutto

Manifesto dei 101 è il nome con il quale è generalmente conosciuto un documento, completato il 29 ottobre 1956,
pochi giorni dopo l'inizio della rivolta ungherese, firmato da numerosi e autorevoli intellettuali italiani, tra cui simpatizzanti o iscritti al Partito Comunista Italiano.
Portato da due dei firmatari,
nel pomeriggio dello stesso giorno, al quotidiano l'Unità, organo ufficiale del partito, non venne pubblicato, ma lo diffuse poco dopo, nel suo testo integrale, l'agenzia giornalistica ANSA.

## Antefatto

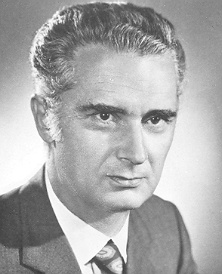
Antonio Giolitti: pur non firmandolo, fu tra i promotori del Manifesto

Il Manifesto dei 101 s'inserisce in un periodo, il 1956, particolarmente difficile per il movimento comunista internazionale, un anno che vide in rapida successione avvenimenti che produssero dubbi, polemiche e lacerazioni tra i militanti. A febbraio, nel corso del XX Congresso del Partito comunista sovietico, il segretario Nikita Chruščëv aveva denunciato i crimini del regime stalinista. Il rapporto segreto, diffuso solo nel mese successivo, provocò profondo sconcerto nella base del partito che nella figura del dittatore georgiano aveva per decenni visto la guida indiscussa delle forze progressiste. A fine giugno, a Poznań, gli operai polacchi erano insorti contro il regime appoggiato dai sovietici. A ottobre, la rivoluzione ungherese e il successivo intervento armato delle truppe sovietiche provocarono una crisi ancor più profonda. Alle emozioni e agli interrogativi che quegli avvenimenti produssero, il documento tentò di dare una voce.

## Scopi del documento
Il documento, critico con l'intervento sovietico in Ungheria, intendeva, nelle intenzioni di chi lo sottoscrisse, avviare una discussione all'interno del partito su quanto stava avvenendo in quel paese, e sulla necessità che fosse riveduto il giudizio negativo dei vertici sulla natura della rivolta, vista come una "controrivoluzione delle forze reazionarie". Esortava, inoltre, il partito a manifestare nei confronti dello stalinismo una condanna esplicita e senza riserve e a rinnovare il gruppo dirigente.
Il Manifesto fu firmato da politici, filosofi, uomini di cultura. Tra questi si possono ricordare: Carlo Muscetta, che ne curò la prima stesura, Natalino Sapegno, Renzo De Felice, Lucio Colletti, che ne corresse le bozze, Alberto Asor Rosa, Enzo Siciliano, Vezio Crisafulli, Antonio Maccanico. Uno dei promotori, Antonio Giolitti, nipote dell'illustre statista Giovanni, pur condividendolo, ritenne opportuno non firmarlo, in quanto deputato del Partito Comunista.
L'iniziativa degli intellettuali fu pesantemente osteggiata dai vertici del PCI. Alcuni firmatari ritrattarono, altri ruppero definitivamente i legami con il partito.
Ritirarono l'adesione, tra gli altri, il regista Elio Petri, lo storico Paolo Spriano, il pittore Lorenzo Vespignani, l'architetto Carlo Aymonino, lo scrittore Mario Socrate. Costoro motivarono la loro decisione per l'avvenuta diffusione del documento che, per quanto loro risultava, doveva invece rimanere un contributo per il dibattito interno.

## Nella cultura di massa
Oltre mezzo secolo dopo, Nanni Moretti, rievocando come fu vissuto il dramma del 1956 a Roma, ha scelto, nella chiusa del suo film Il sol dell'avvenire, di rappresentare come sarebbe stata la giornata successiva, se il numero dell'Unità fosse uscito non censurato dalla dirigenza del Partito.